# Övertalning (2007)
Övertalning (engelska: Persuasion) är en brittisk TV-film från 2007 i regi av Adrian Shergold. Filmen är baserad på Jane Austens roman med samma namn publicerad 1818. I huvudrollerna ses Sally Hawkins och Rupert Penry-Jones.

## Handling
För åtta år sedan begick Anne Elliot sitt livs misstag, hon lät sig bli övertalad att bryta förlovningen med Frederick Wentworth, en fattig sjöman. Hon är nu 27 år och räknas som en gammal ungmö, utan några utsikter att gifta sig.
Under tiden som passerat har Annes familj på grund av slösaktigt leverne förlorat så mycket pengar att de nu tvingas hyra ut sitt gods. De nya hyresgästerna visar sig vara nära släkt med Annes förlorade kärlek. Hon fasar för att träffa honom igen och plågas dels av samvetskval men också av rädslan att ha förlorat honom för alltid. Deras vägar kan inte undgå att korsas, trots att hon försöker undvika det.
Frederick har under tiden blivit en förmögen och framgångsrik kapten, och han är fortfarande ungkarl. Men han är nu redo att slå sig till ro och bilda familj efter att ha gått iland.
Annes känslor blossar upp på nytt, men till hennes stora sorg visar Frederick mer intresse för hennes unga släkting. Han verkar fortfarande förebrå henne att hon nobbade honom för länge sedan. En kusin till Anne börjar uppvakta henne i Bath, men allt är inte vad det verkar.

## Rollista i urval
- Sally Hawkins - Anne Elliot
- Rupert Penry-Jones - Kapten Frederick Wentworth
- Anthony Head - Sir Walter Elliot
- Julia Davis - Elizabeth Elliot
- Amanda Hale - Mary Elliot Musgrove
- Sam Hazeldine - Charles Musgrove
- Nicholas Farrell - Mr. Musgrove
- Alice Krige - Lady Russell
- Tobias Menzies - William Elliot
- Jennifer Higham - Louisa Musgrove
- Mary Stockley - Mrs. Clay
- Peter Wight - Amiral Croft
- Marion Bailey - Mrs. Croft
- Jennifer Higham - Louisa Musgrove
- Rosamund Stephen - Henrietta Musgrove
- Stella Gonet - Mrs. Musgrove
- Nicholas Farrell - Mr. Musgrove
- Finlay Robertson - James Benwick
- Joseph Mawle - Harry Harville
- Maisie Dimbleby - Mrs. Smith